# Mauricio Ospina
Mauricio Ernesto Ospina Gómez (Santiago de Cali, 19 de diciembre de 1975) es un ingeniero industrial y político colombiano. Entre 2010 y 2014 se desempeñó como senador de la República en representación del Polo Democrático Alternativo. Es hijo del comandante del M-19 Iván Marino Ospina y hermano del exsenador y exalcalde de Cali Jorge Iván Ospina.

## Trayectoria
Es hijo de Fanny Gómez y del dirigente del M-19 Iván Marino Ospina, quien murió el 28 de agosto de 1985 en enfrentamiento con el ejército colombiano en la barriada de Cristales en la ciudad de Cali.
Estudió ingeniería industrial en la Pontificia Universidad Javeriana y cuenta con una especialización en Sistemas de Control Organizacional y Gestión de la Universidad de Los Andes.
Su primera participación en política la desarrolló a sus 22 años, en el año en 1997, cuando resultó elegido como edil de la Junta Administradora Local de la Comuna 17 de la ciudad de Cali.
Se ha desempeñado como coordinador de Proyectos del Programa de las Naciones Unidas para el Desarrollo de la Red de Solidaridad Social, consultor del PNUD para la atención básica humanitaria del desmovilizado.
En el año 2007 gerenció la campaña política con la que su hermano, el médico Jorge Iván Ospina, accedió a la Alcaldía de Cali en 2008. De esta manera Mauricio Ospina se convirtió en una figura pública en la región y postuló al Senado para las elecciones de 2010, a nombre del Polo Democrático Alternativo, resultando electo con un total de 42.709 votos.
Como senador, formó parte de la Comisión Séptima del Congreso de la República de Colombia. Por su gestión en favor del medio ambiente, fue elegido en febrero de 2012 como Presidente Ejecutivo de Globe Capítulo Colombia (Organización Global de Legisladores para un Medio Ambiente Equilibrado). Para las elecciones legislativas de 2014 apoyó la candidatura al Senado de su hermano Jorge Iván Ospina, quien resultó elegido por el partido Alianza Verde.
Para las elecciones elecciones regionales de 2015 fue precandidato por el Polo Democrático Alternativo para la Gobernación del Valle del Cauca, pero por conflictos internos fue retirada su postulación por este partido. En julio de 2015 oficializó su renuncia al Polo Democrático para aspirar al cargo de gobernador por el partido Alianza Verde.